# جوان لازكرز
جوان لازكرز (بالإسبانية: Joan Lascorz)‏ مواليد 27 فبراير 1985 في كونيت، طراغونة، هو متسابق دراجات نارية إسباني سابق. نافس في بطولة العالم للسوبربايك وبطولة العالم للسوبرسبورت من سنة 2005 إلى 2010.

## وصلات خارجية
- جوان لازكرز على موقع WorldSBK.com (الإنجليزية)

- الموقع الرسمي